# Farmaceut
En farmaceut (fra græsk: pharmakéus/pharmakeutes "lægemiddelblander/medicinblander/giftblander" i betydningen "person, der tilbereder lægemiddel"; cand.pharm. latin: candidatus/candidata pharmaciae) er en akademiker, som har bestået embedseksamen i farmaci.
Omkring 65 procent af farmaceuterne i Danmark er ansat i den private lægemiddelindustri, hvor de er beskæftiget med fremstilling, produktion, udvikling, salg og forskning af lægemidler. De ca. 20 procent er ansat i den offentlige sektor på sygehusapoteker og sygehuse. 15 procent  er ansat på landets apoteker. Arbejdsløsheden blandt farmaceuter ligger pr. april 2008 på 1,4 procent.

## Farmaceutuddannelsen
Farmaceutuddannelsen varetages i Danmark to steder: På School of Pharmaceutical Sciences ved Det Sundhedsvidenskabelige Fakultet på Københavns Universitet og på Syddansk Universitet i et samarbejde mellem Det Naturvidenskabelige Fakultet og Det Sundhedsvidenskabelige Fakultet.
Den femårige uddannelse består af følgende to dele:
- 3-årig bacheloruddannelse, som fører frem til titlen B.Sc.pharm., bachelor i farmaci (på engelsk: Bachelor of Science in Pharmacy)
- 2-årig kandidatuddannelse, som fører frem til titlen cand.pharm., kandidat i farmaci (på engelsk: Master of Science in Pharmacy)

Farmaceuttitlen (cand.pharm.) er betinget af gennemført  Studieophold på Apotek og dermed ret til at arbejde på apotek (jus practicandi). Fravælges studieopholdet, opnås titlen kandidat i farmaceutisk videnskab (cand.scient.pharm.). Hvis kandidaten efter afsluttet uddannelse i farmaceutisk videnskab ønsker at arbejde på et apotek eller sygehusapotek, er det et krav, at hun først gennemfører det halve års studieophold på et apotek eller et sygehusapotek. I 2008 er  146 farmaceutstuderende på studieophold på et almindeligt apotek, mens 17 farmaceutstuderende er på studieophold på et sygehusapotek.
Omkring 25 procent af alle farmaceutstuderende er mænd, mens 75 procent er kvinder.

### Farmaceutuddannelsen på Københavns Universitet
Farmaceutuddannelsen på Københavns Universitet har eksisteret siden 1892, hvor Den Farmaceutiske Læreanstalt blev oprettet. Siden 1. januar 2012 har School of Pharmaceutical Sciences dannet rammen om uddannelsen.
Bacheloruddannelsens består af fire semestre (1.-4. semester) og fire blokke (Blok 1-4) og er 2¾ års undervisning i obligatoriske fag og ¼ års undervisning i valgfag. 
- 1. semester: Lægemiddeludvikling fra molekyle til menneske, kemiske principper, cellulær og molekylær biologi, organisk kemi I - fysisk kemiske egenskaber.
- 2. semester: Farmaceutisk fysisk kemi I - termodynamik og ligevægte, kvalitetsvurdering af farmaceutiske råvarer, farmaceutisk biologi, organisk kemi II - syntese af lægemiddelstoffer.
- 3. semester: Farmaceutisk fysisk kemi II - kinetik og transportfænomener, basal farmakologi, videnskabsteori og samfundsfarmaci, biopharmaceuticals - bioorganisk kemi
- 4. semester: Farmaci I - flydende og halvfaste lægemiddelformer, organfarmakologi, samfundsfarmaci - metode og formidling, farmaceutisk analytisk kemi.
- Blok 1: Lægemidler fra naturen, systemfarmakologi signalvejenes farmakologi.
- Blok 2: Farmaci II - faste lægemiddelformer, farmakoterapi.
- Blok 3 og 4: Valgfag, bachelorprojekt i farmaci.

Kandidatuddannelsens 2 år består af otte blokke: Blok 1-4, år 1, og Blok 1-4, år 2. Af disse er to blokke obligatoriske fag, 2 blokke valgfrie fag, 2 blokke praktikophold på apotek eller sygehusapotek, og 2 blokke med specialeskrivning. Det er muligt at bruge de valgfrie fag på kandidaten til at udvide specialets varighed op til 4 blokke .
- Blok 1: Farmakoterapi, toksikologi.
- Blok 2: Lægemiddelpolitik, -etik og -økonomi, medicinal og biostrukturel kemi.
- Blok 3 og 4: Studieophold på Apotek (praktik) eller på sygehusapotek.
- Blok 1 og 2: Valgfag.
- Blok 3 og 4: Speciale.

### Farmaceutuddannelsen på Syddansk Universitet, Odense
Farmaceutuddannelsen på SDU i Odense resulterede af en sammensmelting af bacheloruddannelsen i lægemiddelvidenskab og kandidatuddannelsen i klinisk farmaci samt en udvidelse med fagområdet teknologisk farmaci. Uddannelsen blev akkrediteret i 2010 og de første studerende startede på samme år.
Den 3-årige bacheloruddannelse omfatter naturvidenskabelige basisfag, sundhedsvidenskabelige fag og farmaceutiske fag. Bacheloruddannelsen består af 3 års undervisning i obligatoriske fag såvel som to valgfrie projekter (førsteårsprojekt og bachelorprojekt). 
- 1. studieår: Biomolekulær kemi, matematik, almen og uorganisk kemi, fysik, statistik, samfundsfarmaci samt førsteårsprojekt.
- 2. studieår: Organisk kemi, spektroskopi, fysisk kemi, biokemi, molekulær biologi, farmakognosi og naturstofkemi, farmaceutisk toksikologi og farmaceutisk mikrobiologi.
- 3. studieår: Anatomi, fysiologi, farmakologi, lægemiddelformulering, lægemiddelfremstilling, videnskabsteori, medicinalkemi.

Den 2-årige kandidatuddannelse byder på fordybning i en række lægemiddel-relaterede fag. Kandidatuddannelsens 2 år består af obligatoriske fag, valgfrie fag, ½ års praktikophold og ½ års speciale.
- 4. studieår: Patofysiologi, farmakologi, farmakoterapi og lægemiddeludvikling såvel som fordybning i enten teknologisk farmaci eller klinisk farmaci.
- 5. studieår: Studieophold og speciale.

## Efter- og videreuddannelser
Færdiguddannede farmaceuter har mulighed for at blive indskrevet på følgende efter- og videreuddannelser, som udbydes af Københavns Universitet:
- Master of Industrial Drug Development, MIND
- Master of Pharmaceutical Regulatory Affairs, MPRA
- Ph.d.-uddannelser

## Farmaceuters erhverv og lønninger
Farmaceutfaget og farmaceutprofessionen i Danmark er et lovreguleret erhverv, der hører under Sundhedsstyrelsen. Farmaceuter er juridisk underlagt Sundhedsvæsenets Patientklagenævn og er ifølge apotekerloven forpligtet til at udføre deres hverv "omhyggeligt og samvittighedsfuldt" samt "varetage arbejdsopgaverne forsvarligt". Farmaceutbetegnelsen er en beskyttet titel, som kun må benyttes efter forud indhentet tilladelse fra Sundhedsstyrelsen.
Apoteksansatte farmaceuter, statsansatte farmaceuter, regionsansatte farmaceuter og farmaceuter ansat på Pharmakon er alle omfattet af en af Pharmadanmarks overenskomster.
Pharmadanmark anbefaler pr. 1. januar 2016 en månedlig begyndelsesløn for nyuddannede, der ansættes i en privat virksomhed, på 40.000 kr. (inkl. pensionsbidrag).
Gennemsnitslønninger var pr. 1. september 2015 (inkl. pensionsbidrag):
- Privatansat apoteksfarmaceut: 50.236 kr. om måneden.
- Offentligt ansatte: 47.691 kr. om måneden.
- Ansat i privat medicinalvirksomhed: 58.946 kr. om måneden.

## Farmaceuter på apoteket
Farmaceutens hovedopgave på apotekerne er — i samarbejde med det øvrige apotekspersonale — at give apotekets patienter og kunder information og rådgivning omkring deres medicinforbrug. Denne rådgivning omfatter oplysninger omkring interaktioner, virkninger, bivirkninger samt måden hvorpå man praktisk anvender og opbevarer medicinen.
Før i tiden blev en farmaceutelev i lære på apotek kaldt en discipel. Ligeledes betegnede man tidligere en farmaceut ansat på apotek som provisor.